# Stagonopleura
Stagonopleura Reichenbach, 1850 è un genere di uccelli passeriformi della famiglia degli Estrildidi.

## Tassonomia
Si ritiene che questo genere rappresenti uno dei primi ad originarsi dopo la separazione che portò alla differenziazione degli estrildidi africani, asiatici ed australiani, e che pertanto le specie ad esso ascritte rappresentino le più basali della propria sottofamiglia di appartenenza, al quale appartengono a tutt'oggi, ma col rango di sottogenere.
Al genere vengono ascritte tre specie:
- Sottogenere Stagonopleura
  - Stagonopleura guttata - diamante guttato
- Sottogenere Zonaeginthus
  - Stagonopleura bella - diamante codadifuoco
  - Stagonopleura oculata - diamante orecchie rosse

In passato, tutte le specie ascritte a questo genere venivano classificate come appartenenti al genere Emblema, oggi monospecifico: il diamante codadifuoco ed il diamante orecchie rosse, inoltre, per un certo periodo sono state ascritte al genere Zonaeginthus Cabanis, 1851.
Il nome scientifico del genere deriva dall'unione delle parole greche σταγονα (stagona, "goccia") e πλευρα (plevra, "lato"), col significato di "dalle gocce sui lati", in riferimento alle macchie bianche presenti sui fianchi.

## Distribuzione ehabitat
Tutte le specie ascritte al genere sono diffuse in Australia sud-orientale e Tasmania, dove vivono nelle aree di boscaglia di eucalipto e casuarina con presenza di aree erbose aperte più o meno estese, adattandosi a vivere anche in aree coltivate e antropizzate, come ad esempio i giardini e i parchi periferici.

## Descrizione

### Dimensioni
Misurano circa 13–14 cm di lunghezza, dimensioni piuttosto contenute ma che nonostante ciò li rendono fra i rappresentanti più imponenti della propria famiglia.

### Aspetto
Si tratta di uccelli dall'aspetto robusto, muniti di un forte becco conico di colore rosso, mentre la livrea vede generalmente dominare i toni del grigio dorsalmente con uno schiarimento nella zona ventrale che è bianca con presenza di nero, nel diamante guttato su petto e fianchi (questi ultimi punteggiati di bianco), mentre nelle altre due specie è zebrata. Dai lati del becco in tutte le specie è presente una banda nera che raggiunge gli occhi a formare una mascherina.

## Biologia
Si tratta di uccelli molto vivaci, che si riuniscono in stormi anche consistenti, che si spostano continuamente alla ricerca di cibo e acqua tenendosi in contatto con continui richiami cinguettanti, salvo poi fare ritorno a nidi appositamente costruiti fra gli alberi durante la notte.

### Alimentazione
I diamanti del genere Stagonopleura hanno abitudini perlopiù granivore, nutrendosi di una grande varietà di piccoli semi, oltre che di frutti, bacche, germogli e piccoli insetti volanti, questi ultimi principalmente durante la stagione riproduttiva.

### Riproduzione
Il periodo riproduttivo cade perlopiù durante la fase finale della stagione delle piogge: ambedue i sessi collaborano nella costruzione del nido (una struttura sferica di materiale fibroso di origine vegetale intrecciato e ubicato a poca distanza dal suolo), alla cova delle uova e alle cure parentali. I nidiacei tendono a rimanere nei pressi del nido anche dopo l'involo, che avviene attorno alla terza settimana di vita, salvo poi venire scacciati dai genitori, che generalmente si apprestano a portare avanti una nuova nidiata.